# Mirza Ghulam Ahmad
Mirza Ghulam Ahmad, född 13 februari 1835 i Qadian, Indien, dåvarande Brittiska imperiet, död 26 maj 1908 i Lahore, Brittiska imperiet (Pakistan). Mirza var en religiös ledare och grundare av den religiösa rörelsen Ahmadiyya, som är en inriktning inom Islam.
Han gjorde anspråk på att vara Mahdi, liksom även den utlovade Messias "med Jesu ande och kraft" och den väntade tionde inkarnationen av Vishnu och därmed tre religioners profet. Han hävdade att Jesus undgått döden på korset och kommit till Kashmir, där han dött och begravts.